# Église Saint-Nicolas de La Chapelaude
L'église Saint-Nicolas est une église catholique située à La Chapelaude, en France.

## Localisation
L'église est située dans le département français de l'Allier, sur la commune de La Chapelaude.

## Historique
L'édifice est classé au titre des monuments historiques en 1981.